# Soga no Iruka
Soga no Iruka (蘇我 入鹿 (Tô Ngã Nhập Lộc) mất ngày 10 tháng 7, 645) là con trai của Soga no Emishi, và là một chính khách nổi tiếng vào thời kỳ Asuka của Nhật Bản.
Ông nổi tiếng vì bị ám sát trong một cuộc đảo chính liên quan đến Nakatomi no Kamatari và Hoàng tử Naka-no-Ōe (xem: Biến cố Ất Tị ). Ông đã bị họ buộc tội sát hại Hoàng tử Yamashiro, dù đã phủ nhận nhưng không thành. Cha của Iruka là Soga no Emishi cũng tự sát ngay sau cái chết của con trai mình, và từ đó nhánh chính của gia tộc Soga bắt đầu tuyệt tự. Hoàng tử Naka-no-Oe sau đó lên ngôi, về sau là Thiên hoàng Tenji, còn Nakatomi no Kamatari sau đó cũng được thăng quan tiến chức và được vua ban cho họ mới là Fujiwara, lấy tên là Fujiwara no Kamatari.

## Di sản
Vào năm 2005, phần còn lại của một tòa nhà được cho là nơi ở của Soga no Iruka đã được phát hiện ở Nara, những chi tiết của nơi này có vẻ phù hợp với mô tả được tìm thấy trong Nhật Bản Thư kỷ .

## Trong văn hóa đại chúng
Được thể hiện bởi Jung Jin-gak trong bộ phim truyền hình Dream of the Emperor 2012-2013 của đài KBS1 .